# Mike Mentzer
Mike Mentzer (15 de noviembre de 1951 - 10 de junio del 2001), fue un fisicoculturista estadounidense.
Mentzer era seguidor del objetivismo, el sistema filosófico creado por Ayn Rand, e insistía en que la filosofía y el culturismo eran la misma cosa. Según él, «El Hombre es una entidad indivisible, una unidad integrada de mente y cuerpo». Por ello, sus libros contienen tanto filosofía como culturismo.

## Educación y primeros años
En la escuela primaria y en la escuela secundaria Ephrata, recibió "todas las A". Le da crédito a su maestra de duodécimo grado, Elizabeth Schaub, por su "amor por el lenguaje, el pensamiento y la escritura". En 1975, comenzó a asistir a la Universidad de Maryland como estudiante de medicina, donde dedicaba sus horas fuera del gimnasio al estudio de "genética, química física y química orgánica". Después de tres años de estudios en la Universidad de Maryland, abandonó los estudios. Dijo que su objetivo final durante ese período era convertirse en psiquiatra.

## Carrera

### Inicios
Mentzer comenzó a hacer culturismo cuando tenía 11 años con un peso corporal de 43 kg (95 lb) después de ver a los hombres en las portadas de varias revistas sobre músculos. Su padre le había comprado un juego de pesas y un folleto de instrucciones. El folleto sugería que no entrenara más de tres días a la semana, así que Mike hizo precisamente eso. A los 15 años, su peso corporal había alcanzado los 75 kg (165 lb), con lo que Mike podía hacer press de banca con 170 kg (370 lb). El objetivo de Mike en ese momento era parecerse a su héroe del culturismo: Bill Pearl. Después de graduarse de la escuela secundaria, Mentzer sirvió cuatro años en la Fuerza Aérea de los Estados Unidos. Fue durante este tiempo que empezó a hacer ejercicio haciendo 1 hora al día durante 3 días de la semana.
Mentzer comenzó a competir en concursos físicos locales cuando tenía 18 años y asistió a su primer concurso en 1969. En 1971, Mentzer participó y ganó el concurso Mr. Lancaster. En 1971 sufrió su peor derrota, quedando décimo en el AAU Mr. America, que fue ganado por Casey Viator. Mentzer consideró importante su presencia en este concurso más adelante, ya que conoció a Viator, quien le dio a Mentzer la información de contacto de su entrenador Arthur Jones. Debido a una grave lesión en el hombro, se vio obligado a dejar de entrenar de 1971 a 1974. Sin embargo, a principios de 1975, reanudó el entrenamiento y volvió a competir en 1975 en el concurso Mr. America, quedando tercero detrás de Robby Robinson y Roger Callard. Mentzer ganó la competición al año siguiente en 1976. Ganó el campeonato norteamericano de 1977 en Vancouver, Columbia Británica, Canadá, y compitió una semana después en el Mr. Universe de 1977 en Nimes, Francia, quedando segundo detrás de Kal Szkalak. En 1978, Mentzer ganó el Mr. Universe en Acapulco, México, con el primer y único puntaje perfecto de 300. Se convirtió en culturista profesional después de esa victoria en el Universo de 1978.

### Profesional
A finales de 1979, Mentzer ganó la categoría de peso pesado del Mr. Olympia, nuevamente con una puntuación perfecta de 300, pero perdió en la general ante Frank Zane (quien obtuvo su tercer título) ese año. En el Mr. Olympia de 1980 quedó cuarto empatado con Boyer Coe detrás de Arnold Schwarzenegger, Chris Dickerson y Frank Zane. 

### Filosofía del culturismo
Mentzer era objetivista e insistió en que la filosofía y el culturismo son lo mismo, afirmando que "el hombre es una entidad indivisible, una unidad integrada de mente y cuerpo". Por tanto, sus libros se ocupan igualmente de la filosofía y el culturismo. 
Mentzer siguió los conceptos de culturismo desarrollados por Arthur Jones y se esforzó por perfeccionarlos. A través de años de estudio, observación, conocimiento de la fisiología del estrés, la información científica más actualizada disponible y un uso cuidadoso de sus habilidades de razonamiento, Mentzer ideó e implementó con éxito su propia teoría del culturismo. Las teorías de Mentzer pretenden ayudar a una persona libre de drogas a alcanzar su máximo potencial genético en el menor tiempo posible. 
El entrenamiento de alta intensidad al estilo Mike Mentzer fue el trabajo final de Mentzer. En él, detalló los principios del entrenamiento con pesas de alta intensidad . El entrenamiento con pesas, insistió, tenía que ser breve, poco frecuente e intenso, para lograr los mejores resultados en el menor tiempo. Heavy Duty II también propugna el pensamiento crítico. En este libro, Mentzer muestra por qué las personas necesitan usar su capacidad de razonamiento para vivir vidas adultas felices y maduras, y muestra a los lectores cómo hacerlo. El culturismo fue respaldado como sólo un componente potencial de la existencia de un individuo, fomentando muchas otras actividades valiosas a lo largo de sus libros. 

### Dieta y nutrición
La dieta siempre ha sido tan importante, si no más, que el entrenamiento con pesas para los culturistas. Sin embargo, en su libro Heavy Duty Nutrition , Mentzer demostró que la nutrición para los atletas no tenía por qué ser tan extrema como la industria del culturismo haría creer. Las dietas que recomendaba estaban bien equilibradas y propugnaba comer alimentos de los cuatro grupos, con un total de cuatro porciones de cada uno de cereales y frutas de alta calidad, y dos de cada uno de lácteos y dos de proteínas al día, durante todo el año. 
Mentzer creía que los carbohidratos deberían constituir la mayor parte de la ingesta calórica, entre un 50% y un 60%, en lugar de las proteínas, como preferían otros. El razonamiento de Mentzer era simple: para desarrollar 10 libras de músculo en un año, era necesario ingerir un total de 6000 calorías adicionales a lo largo del año, porque una libra de músculo contiene 600 calorías. Eso supone un promedio de 16 calorías adicionales por día, y sólo cuatro de ellas debían provenir de proteínas, porque el músculo tiene un 22% de proteínas, aproximadamente una cuarta parte. 

### Método de entrenamiento "Heavy Duty"
Mientras Mike Mentzer sirvió en la Fuerza Aérea de los Estados Unidos, trabajó en turnos de 12 horas y luego siguió con 'entrenamientos maratonianos' como era el estándar aceptado en aquellos días. En su primer concurso de culturismo conoció al ganador, Casey Viator. Mentzer descubrió que Viator entrenaba a muy alta intensidad (pesas pesadas durante tantas repeticiones como fuera posible, hasta la fatiga muscular total), durante sesiones de entrenamiento muy breves (20 a 45 minutos por sesión) y poco frecuentes. Mentzer también se enteró de que Viator trabajaba casi exclusivamente con las relativamente nuevas máquinas Nautilus, creadas y comercializadas por Arthur Jones en DeLand, Florida. Mentzer y Jones pronto se conocieron y se hicieron amigos. 
Jones fue pionero en los principios del entrenamiento de alta intensidad a finales de los años 1960. Hizo hincapié en la necesidad de mantener una forma perfectamente estricta, mover las pesas de forma lenta y controlada, trabajar los músculos hasta el fallo total (positivo y negativo) y evitar el sobreentrenamiento. Casey Viator vio resultados fantásticos entrenando bajo la dirección de Jones, y Mentzer se interesó mucho en esta filosofía de entrenamiento. Sin embargo, finalmente Mentzer concluyó que incluso Jones no estaba aplicando completamente sus propios principios, por lo que Mentzer comenzó a investigar una aplicación más completa de ellos. Comenzó a entrenar a sus clientes de una manera casi experimental, evaluando el número perfecto de repeticiones, ejercicios y días de descanso para lograr los máximos beneficios. 
Durante más de diez años, el programa Heavy Duty de Mentzer implicó de 7 a 9 series por entrenamiento en un horario de tres días a la semana. Con la llegada del "culturismo moderno" (donde los culturistas se volvieron más masivos que nunca) a principios de la década de 1990, finalmente modificó esa rutina hasta que hubo menos series de trabajo y más días de descanso. Su primer avance se conoció como la "Rutina Ideal (de Principios)", que fue un paso fantástico en el entrenamiento mínimo. Como se describe en el Entrenamiento de alta intensidad al estilo Mike Mentzer , se realizaron menos de cinco series de trabajo en cada sesión y se enfatizó el descanso, lo que requirió de 4 a 7 días de recuperación antes del siguiente entrenamiento.  Según Mentzer, los biólogos y fisiólogos desde el siglo XIX saben que la hipertrofia está directamente relacionada con la intensidad, no con la duración, del esfuerzo (Mentzer 2003;39). La mayoría de las autoridades en culturismo y levantamiento de pesas no tienen en cuenta la naturaleza severa del estrés impuesto por el ejercicio de resistencia intenso y extenuante llevado al punto de falla muscular positiva. 
Los cursos de formación de Mentzer (libros y cintas de audio), vendidos a través de revistas de culturismo, fueron extremadamente populares, comenzando después de que Mentzer ganara el concurso IFBB Mr. Universe de 1978. Este concurso llamó mucho la atención porque en él se convirtió en el primer culturista en recibir una puntuación perfecta de 300 por parte de los jueces. Algún tiempo después, Mentzer atrajo más atención cuando introdujo a Dorian Yates en el entrenamiento de alta intensidad y lo sometió a su primera serie de entrenamientos a principios de los años 90.  Yates ganó el Mr. Olympia seis veces consecutivas, de 1992 a 1997.

#### Críticas
El Heavy Duty fue y sigue siendo criticado debido a su bajo volumen de ejercicios, algo que contrasta fuertemente con el método Weider. Mucha gente juzga el método Heavy Duty como ineficiente para las personas naturales, por lo que no sirven para hipertrofia. Sin embargo, hay varios defensores que sostienen la eficacia gracias al gran estrés que se pone sobre la musculatura, aumentando las ganancias de fuerza y músculo. Actualmente ya existen estudios recientes que demuestran que el entrenamiento de alta intensidad y bajo volumen es altamente efectivo para la ganancia de fuerza y masa muscular en personas que no usan química.

### Jubilación
Mentzer se retiró del culturismo competitivo después del Mr. Olympia de 1980 a la edad de 29 años. Sostuvo que los resultados del concurso estaban predeterminados a favor de Schwarzenegger, y mantuvo esta opinión durante toda su vida. Si bien Mentzer nunca afirmó que debería haber ganado, sostuvo que Schwarzenegger no debería haberlo hecho. No existe registro de que tuvieron una relación amistosa posterior al conflicto que tuvieron en el Mr. Olympia de 1980, de hecho, Mentzer entró en una espiral depresiva y fatídica debido a la muerte de su padre pocos años después de su derrota ante Schwarzenegger, además de haber perdido el apoyo por parte de sus principales patrocinadores por sus comentarios en contra del Mr. Olympia de 1980, ya que nunca dejó de mencionar que habría existido alguna especie de favoritismo y corrupción para arreglar los resultados del ganador.

### Legado
En 2002, Mentzer fue incluido en el Salón de la Fama de la IFBB.  Aparece en el vídeo musical de la versión de Nantucket de "It's a Long Way to the Top". 

## Historial de concursos
- 1971 Sr. Lancaster - 1°
- 1971 AAU Mr. América - 10°
- 1971 AAU Teen Mr America - 2°
- 1975 IFBB Mr. America - 3.º (Medio)
- 1975 ABBA Mr. USA - 2° (Medio)
- 1976 IFBB Mr. America - 1° (General)
- 1976 IFBB Mr. America - 1.º (Medio)
- 1976 IFBB Mr. Universe - 2° (MW)
- Campeonato Norteamericano IFBB de 1977 - 1.º (general)
- Campeonato Norteamericano IFBB de 1977 - 1.º (MW)
- 1977 IFBB Mr. Universe - 2° (HW)
- 1978 IFBB EE. UU. contra el mundo - 1.º (HW)
- Campeonato Mundial Amateur IFBB de 1978 - 1.º (HW)
- 1978 IFBB Mr. Universo - 1.º
- 1979 Copa profesional IFBB de Canadá - 2°
- 1979 IFBB Florida Pro Invitational - 1.º
- 1979 Noche de Campeones IFBB - 3°
- 1979 IFBB Mr. Olympia - 2.º general, 1.º (División de peso pesado)
- 1979 IFBB Pittsburgh Pro Invitational - 2°
- 1979 Copa Pro del Sur IFBB - 1°
- 1980 IFBB Sr. Olympia - 5°

### Controversia del 1980
Algunos en la comunidad culturista creen que Mentzer debió haber ganado el Mr. Olympia 1980, no obstante, el título fue a parar a manos de Arnold Schwarzenegger, quien hizo un regreso-sorpresa exclusivamente al Mr. Olympia de 1980 tras 4 años de retiro formal del deporte. El Mr. Olympia 1980 todavía es un asunto incómodo para muchos de los culturistas que compitieron en él.

## Últimos años y muerte
A finales de la década de 1980, Mentzer volvió a entrenar culturistas y a escribir para la revista Iron Man y pasó gran parte de la década de 1990 recuperando su estatura en la industria del culturismo. Mentzer conoció a Dorian Yates en la década de 1980 y dejó una huella en la carrera de culturismo de Dorian. Años más tarde, cuando Yates ganó "Mr. Olympia" de Joe Weider, atribuyó su entrenamiento a los principios de "Heavy Duty" de Mike. Mike, su hermano Ray y Dorian formaron una empresa de ropa llamada "MYM" para Mentzer Yates Mentzer, también conocida como "Heavy Duty Inc", en 1994. MYM se basó en el éxito de la ropa de culturismo "CrazeeWear" de Don Smith. Los tres directores querían sacar provecho del estilo de vida físicamente apto, que hoy se ha generalizado., el trío fabricó y distribuyó su propia línea de ropa deportiva de corte y confección .  
Mentzer murió el 10 de junio de 2001 en Rolling Hills, California. Fue encontrado muerto en su apartamento, debido a complicaciones cardíacas, por su hermano menor y compañero culturista Ray Mentzer. Dos días después, Ray murió por complicaciones de su larga batalla contra la enfermedad de Berger.